# Świnoujście
Świnoujście (/ˈɕfinɔˈujɕʨɛ/ (fil), (tyska och äldre svenska Swinemünde), är en hamnstad i nordvästra Polen med 41 322 invånare under 2014. Administrativt har staden powiatstatus och är del av Västpommerns vojvodskap. Stadens centrum och västra delar är belägna på ön Usedom (polska: Uznam), vid gränsen till Tyskland, medan de östra delarna och färjehamnen ligger på ön Wolin.

## Historia
Staden ligger i den historiska regionen Pommern. Den nuvarande hamnstaden grundades under namnet Swinemünde under kung Fredrik II "den store" av Preussen på 1740-talet, men flera av dagens stadsdelar har en äldre historia. 

### Medeltida bosättningar
I närheten av Świnas (tyska Swine) mynning fanns under tidig medeltid en liten by på västra sidan av sundet vid Płachcin (tyska: Westswine). Omkring år 1181 lät hertigen Bogislav I av Pommern uppföra två borgar på var sin sida om sundet vid "Szvuine". Redan 1184 brändes borgarna av danska angripare. Det faktum att flera av hertigdömets officiella dokument undertecknats på platsen tyder på att den västra borgen snart därefter återuppfördes. År 1230 anlade hertigen Barnim I ett färjeställe över sundet här, och 1297 omnämns en hertiglig tull- och lotsstation vid det som idag är stadens hamn. En kyrka i Westswine omnämns första gången 1336. De pommerska hertigarnas medeltida borg förstördes av hansestaden Stettin 1457.

### Stadens grundande
Gustav II Adolfs svenska här om 12 000 soldater landsteg vid Peenemünde på ön Usedom i juni 1630, vilket inledde det svenska deltagandet i trettioåriga kriget. Pommern delades efter kriget mellan kurfurstendömet Brandenburg och Sverige i Westfaliska freden 1648, och Vorpommern, inklusive området runt Swine med öarna Usedom och Wollin blev då del av Svenska Pommern. Av strategiska skäl valde Sverige att leda sjöfarten till Stettin via Peenestrom och Wolgast, och man lät därför Swine sandas igen för att kunna ta ut tull i Wolgast.
I freden i Stockholm 1720 efter stora nordiska kriget tillföll Stettin, Usedom och Wolin kungariket Preussen. År 1729, Under kung Fredrik Vilhelm I av Preussen, gjorde man försök att åter göra sundet Swine farbart, för att kringgå den svenska tullen. En mindre hamn anlades på västra sidan av sundet, men det visade sig svårt att skydda sundet mot igenslamning och sundet blev därför fort oanvändbart för större fartyg. Under Fredrik II påbörjades 1740 ett mer omfattande pålningsarbete för att skydda farleden, och 1746 öppnades den nya hamnen Swinemünde. Stadens handel blomstrade under andra halvan av 1700-talet och den blev snabbt en betydande hamnstad i regionen genom det strategiska läget. 
Under denna tid skrevs ofta stadens namn Swinemynde eller Swinemÿnde på svenska. 

### 1800-talet

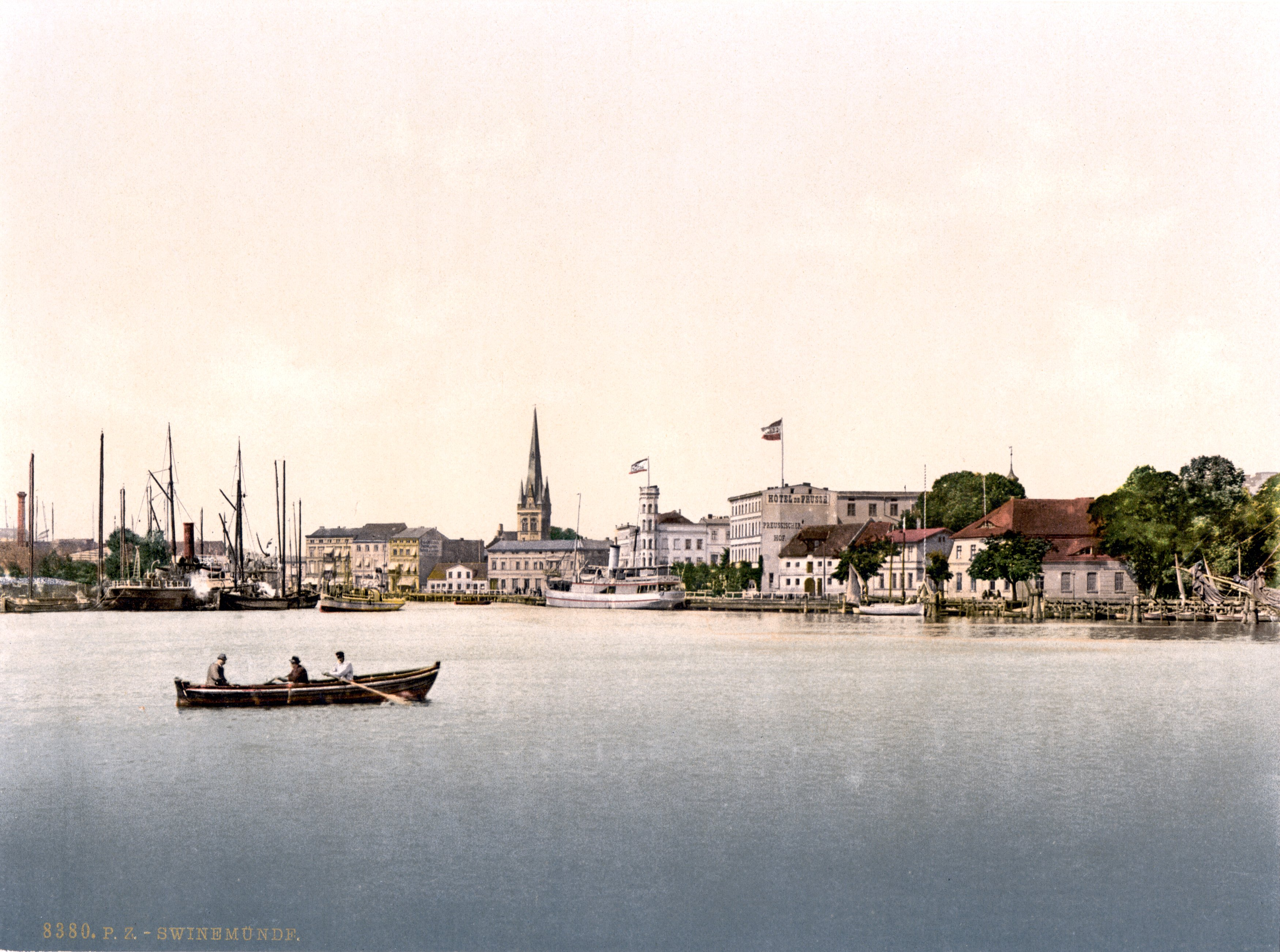
Swinemündes hamn på 1890-talet.

Genom Wienkongressen 1815 blev de återstående delarna av Svenska Pommern med Wolgast preussiska, vilket ändrade förutsättningarna för sjöfarten då Preussen nu kontrollerade alla Oderlagunens utlopp. Fram till 1945 tillhörde staden Regierungsbezirk Stettin i provinsen Pommern. Staden kom genom den relativt korta vägen mellan Stettin och Östersjön även i fortsättningen att vara en viktig sjöfartsstad. Fram till 1840 lockade man nybyggare till staden genom löften om tomtmark, byggmaterial och skattefrihet. Hamnen byggdes successivt ut och de kilometerlånga vågbrytarna vid utloppet färdigställdes på 1820-talet. På den östra vågbrytaren uppfördes ett fyrtorn. Mellan 1875 och 1881 grävdes kanaler för att kringgå det södra inloppet till sundet som fortfarande hade stora problem med igenslamning. Från 1857 fanns från hamnen reguljära ångbåtslinjer till Köpenhamn, Bornholm och Ostpreussen. Stadens betydelse som hamn minskade något sedan kanalerna färdigställts, då det blev lättare för genomgående sjöfart till Stettin att ta sig fram.
År 1824 grundades stadens första badanläggning, och fram till andra världskriget var staden en av Tysklands populäraste badorter. I synnerhet Berlinbor tillbringade gärna somrarna vid Östersjön här, och omkring hälften av gästerna kom från Berlin. Från mitten av 1800-talet blev staden en viktig preussisk militärbas. Från 1863 byggdes staden ut till en sjöfästning med fyra självständiga fort, och 1871 blev staden tillsammans med Preussen del av Tyska kejsardömet.

### Under Nazityskland och andra världskriget

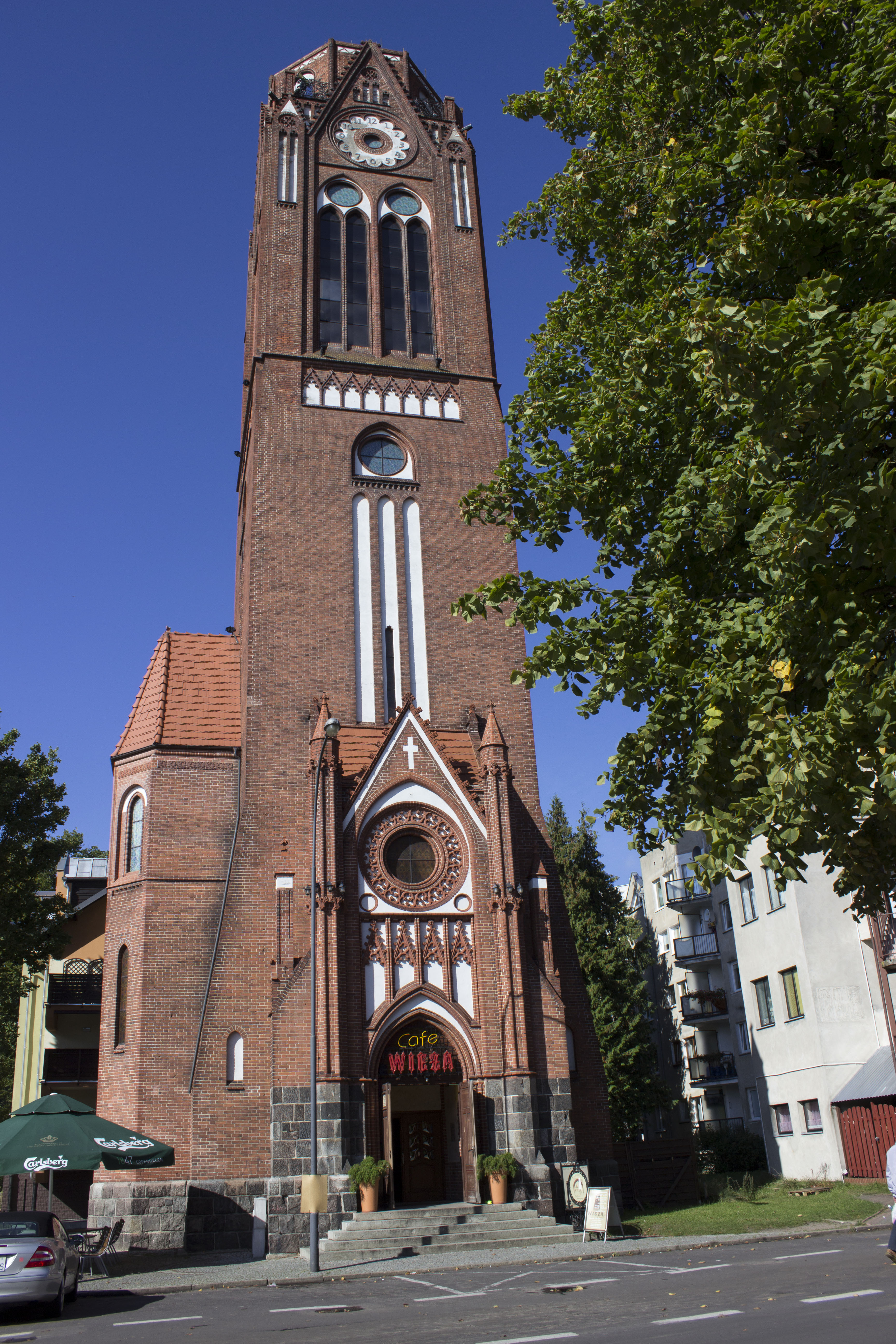
Lutherkyrkan skadades i bombangreppet 1945 och större delen av ruinen revs 1962. Det kvarvarande kyrktornet är sedan 2007 utsiktstorn och kafé.

En ubåtsbas anlades 1933 på ön Kaseburg (polska: Karisbór) och i hamnen stationerades torpedbåtar. Under andra världskriget byggdes kustbefästningarna ut med artilleri- och luftvärnsbunkrar.
I slutfasen av kriget 1945 befann sig stora mängder tyska flyktingar från Östeuropa i staden, vilket gjorde att befolkningen temporärt flerdubblades. Amerikanska Eighth Air Force genomförde 12 mars ett stort bombangrepp mot hamnen som lade stora delar av staden i ruiner, och de uppskattade dödssiffrorna vid angreppet varierar mellan 4000 och 23 000 personer. Den 16 april sänktes pansarkryssaren Lützow i kanalen av brittiskt flyg. Den 5 maj 1945 intogs staden av Röda armén.

### Efterkrigstiden
I och med att Sovjetunionen införlivade norra delen av Ostpreussen i Ryska SFSR och skapade Kaliningrad oblast så valde de att kompensera Polen genom att dra om gränsen mellan det ockuperade tyska området och Polen så att bland annat staden Swinemünde helt och hållet hamnade på den polska sidan av gränsen, i strid med den ursprungliga Oder–Neisse-linjen, men utan invändningar från de västallierade. Den kvarvarande tyska befolkningen i Swinemünde och på Wollin, omkring 30 000 personer, tvångsförflyttades över gränsen under åren efter kriget, och staden döptes officiellt om till det polska namnet Świnoujście som den bär idag. Under 1940- och 1950-talen återbefolkades området av flyktingar från andra delar av Polen och de sovjetiska områdena öster om Curzonlinjen.
Under perioden 1945–1958 hade stora delar av staden en polsk och sovjetisk militärbas med begränsat tillträde för civilbefolkningen, men från slutet av 1950-talet tog återuppbyggnaden fart. En ny fiskeindustri grundades och hamnen moderniserades. Efter att militären lämnat den gamla badstranden kom staden även att utvecklas till en av Polens största badorter.

### Efter 1990
Efter järnridåns och kommunismens fall i Polen lämnade de ryska trupperna helt staden 1992. 
Färjan Jan Heweliusz sjönk 1993 på sin rutt mellan Świnoujście och Ystad. Under 1990-talet genomgick hamnverksamheten och fiskeindustrin stora strukturella omvandlingar med omfattande nedläggningar. Turism och gränshandel med Tyskland och Skandinavien har i modern tid fått ökande betydelse för stadens näringsliv. 

## Geografi

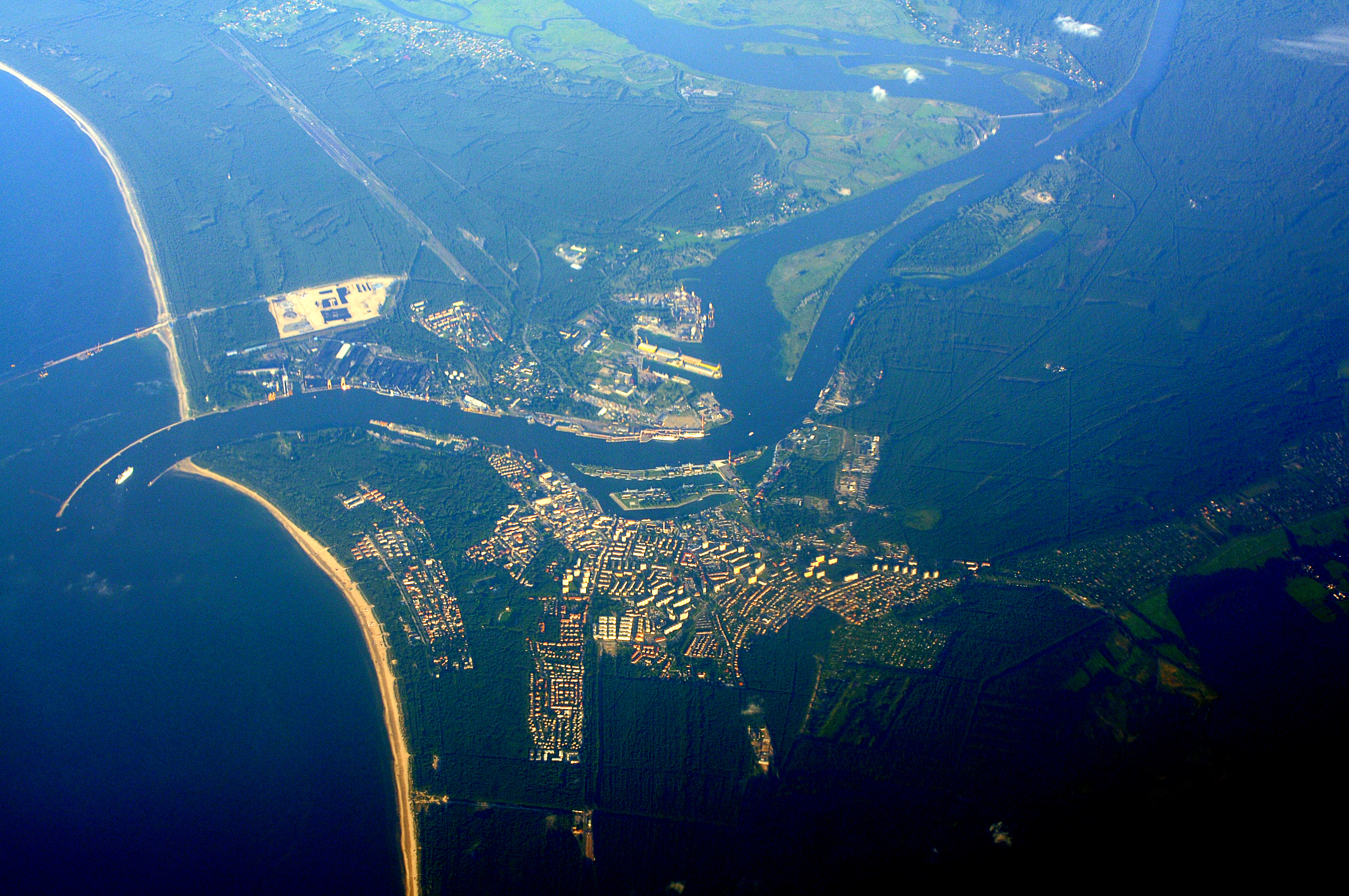
Flygfoto över staden sedd västerifrån.

Świnoujście ligger helt på öar avskurna från fastlandet med Östersjöns, Oderlagunen och Swinasundets vatten. Stadens liv är koncentrerat till de tre största öarna: Usedom (på polska Uznam), Wolin och Karsibór. Den historiska stadskärnan ligger på Usedom på den västra sidan av sundet. De övriga 41 öarna är populära turistmål för sin natur, fauna, flora och landskap, och nås via båt, segelbåt eller kanot. Det finns sedan 2023 en vägtunnel mellan Usedom och Wolin, innan dess var det endast två färjeförbindelser på grund av fartygstrafiken på floden. Färjorna till Skandinavien går från Wolin-sidan (östsidan) av floden, med broförbindelse till Polens fastland vid staden Wolin.
Sedan 1800-talet går farleden mellan stadens hamn och Oderlagunen (polska Zalew Szczeciński; tyska Oderhaff) genom Piastkanalen söder om staden, medan Swinasundets gamla fåra sydost om staden inte längre används av havsgående fartyg, på grund av problematiska djupförhållanden.

## Turism och sevärdheter
Świnoujście har Polens bredaste badstrand, 5 km lång och 70 meter bred. En strandpromenad och sanddyner separerar badstranden från staden. På promenaden och i närheten finns det dussintals caféer, barer, restauranger, ölpubar, stekhus och rökerier som är öppna dygnet runt. Staden har varit kurort sedan mitten på 1800-talet. Till Świnoujście anordnas sparesor. Många turister besöker även kurorten, med behandling mot dålig blodcirkulation, luftvägssjukdomar, endokrinologiska, hjärt- och kärlsjukdomar, hudsjukdomar samt reumatiska sjukdomar. Kurorten ägnar sig även åt fetmabehandling. Det finns sjukgymnaster och kinesitterapeutiska behandlingar, salta bad, gyttjebad, kryoterapi (kylbehandling) samt kosmetiska behandlingar. Det milda havsklimatet, skogarna och parken bidrar till turistnäringen.
Forten från 1800-talet: fortet "Ängeln" som påminner om Castel Sant'Angelo i Rom, Västra fortet och Östra fortet "Gerhard" tillhör stadens sevärdheter. Bland övriga sevärdheter märks "Väderkvarnen", ett navigationsmärke vid hamnens inlopp, pirarna (uppförda 1818 – 1823), Kristi Konungens kyrka och fiskerimuseet, inrymt i stadens gamla rådhus.
Längs gränsen till Tyskland finns en populär marknad. På den tyska sidan finns en begravningsplats med minnesmärke över de cirka 20 000 tyska flyktingar och marinsoldater som omkom i dåvarande Swinemünde under ett amerikanskt bombangrepp i mars 1945.

## Kommunikationer

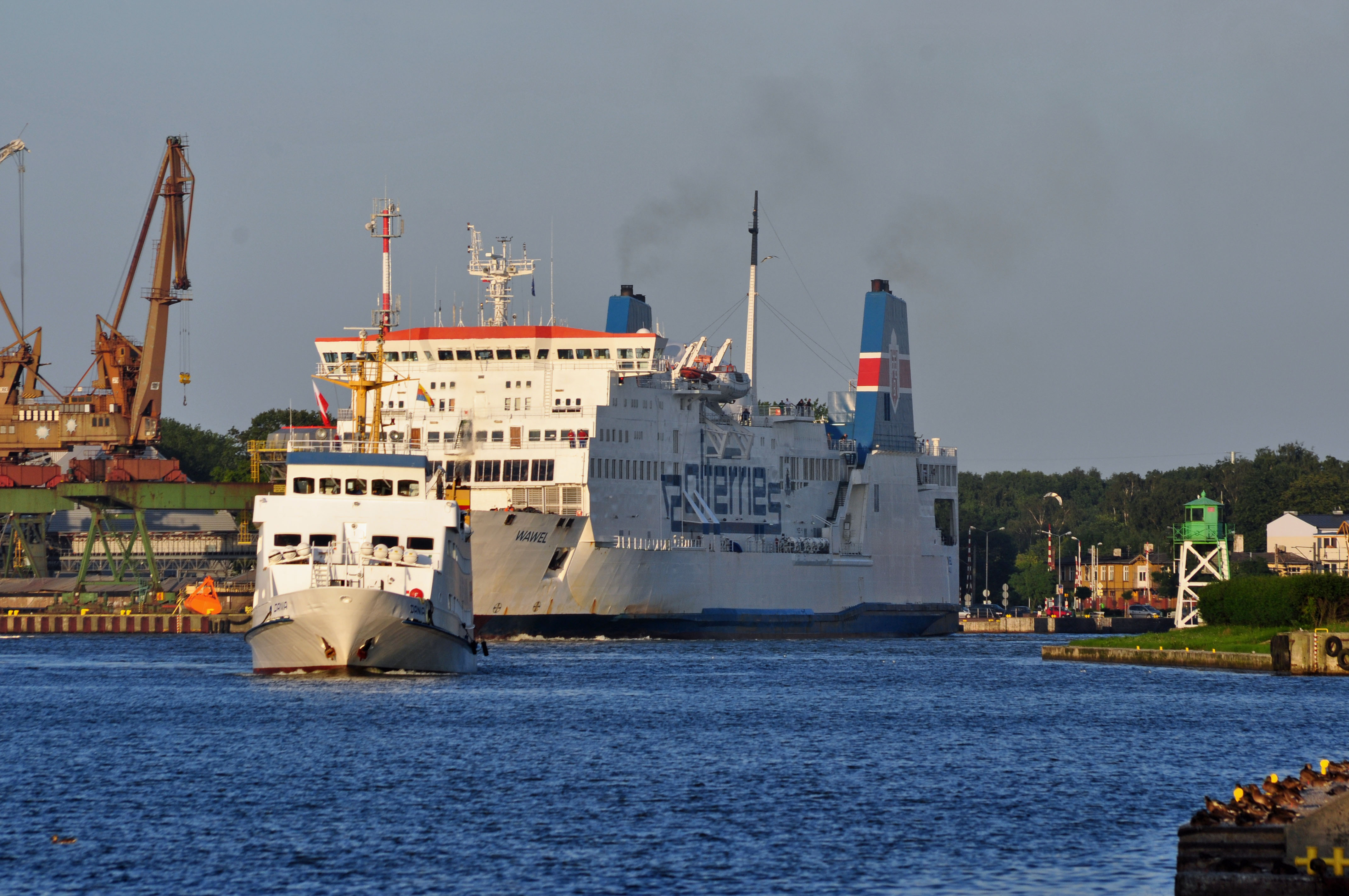
Färja i hamnen.

Świnoujście har livlig färjetrafik till framförallt Sverige, med bland annat passagerartrafik till Ystad och Trelleborg som bedrivs av Polferries och Unity Line. Det går även färjor till Köpenhamn och till Rønne på Bornholm. Sommartid trafikeras linjen Świnoujście–Szczecin med bärplansbåt som tillryggalägger den omkring 65 kilometer långa sträckan över Oderlagunen och längs Oder på 75 minuter. De internationella färjorna avgår från den östra hamnen i stadsdelen Warszów.
En vägtunnel finns sedan 2023 under sundet. Den nationella landsvägen DK 3/E65 leder österut från staden via badorten Międzyzdroje och staden Wolin till polska fastlandet och Szczecin. Västerut finns en gränsövergång till Tyskland vid Ahlbeck. 
Järnvägsförbindelser i riktning mot Szczecin och Poznań finns från Świnoujścies hamn, och härifrån utgår även nattåg mot Kraków och Przemyśl. Under den tyska epoken fanns en järnvägsförbindelse västerut mot Berlin, men den lades ned efter andra världskriget. Sedan 2008 har stadens västra del åter järnvägsförbindelse över tyska gränsen, med Usedomer Bäderbahn från den nya stationen Świnoujście Centrum, över sträckan Świnoujście Centrum–Wolgast–Züssow–Stralsund. Från Züssow finns anslutning vidare mot Berlin.
De närmaste internationella flygplatserna finns i Goleniów nära Szczecin och i Berlin.

## Kända invånare

### Personer födda i Świnoujście/Swinemünde
- Marcin Adamski (född 1975), fotbollsspelare.
- Klara Bauer (1836–1876), författare, publicerade under pseudonymen Karl Detlef.
- Marzena Cieślik (född 1981), Miss Polen 2006.
- Elsa von Freytag-Loringhoven (1874–1927), dadaistisk konstnär.
- Hans-Werner Grosse (född 1922), segelflygare.
- Christel Peters (1916–2009), skådespelare.
- Alfred Ploetz (1860–1940), nazistisk läkare, grundare av rashygienläran.
- Ernst Scherenberg (1839–1905), poet.
- Walter Schmiele (1909–1998), författare och översättare.
- Gisela Stein (1935–2009), skådespelare.
- Leopold von Ubisch (1886–1965), tysk-norsk zoolog.
- Karl Zech (1892–1944), SS-Gruppenführer och nazistisk riksdagsledamot.

### Andra personer med anknytning till staden
Kejsaren Vilhelm II av Tyskland hade som tradition att uppehålla sig i Swinemünde och vid badorterna på Usedoms kust varje år från 1882 i början av augusti, och de tre tyska badorterna Bansin, Heringsdorf och Ahlbeck väster om staden benämns därför Die drei Kaiserbäder; staden Swinemünde omnämns ibland som den fjärde av dessa. De kejserliga besöken bidrog till att etablera Usedoms popularitet som turistmål och många av tidens berömdheter besökte kurbaden. Den polska positivistiska författaren Maria Konopnicka (1842–1910) besökte ofta stadens kurbad. 
Den tyske realistiske författaren Theodor Fontane (1819–1898) gick i skolan i staden, där hans far drev ett apotek på 1820-talet. Hans roman Effi Briest utspelar sig i en stad som är löst baserad på staden.